# Tul
Tul (korejsky v hangul: 틀 – tchŭl, v hanja: 勢) nebo sestava je standardizovaný vzor cvičení v bojovém umění taekwondo. Systém výuky zahrnuje 2 vzory základních pohybů a 24 vzorů technických sestav. Umění tulů je inspirované ideály, které zosobňují významné osobnosti korejské historie. Kažný tul vyjadřuje myšlenky a skutky těchto výrazných lidí.

## Důvod pro 24 tulů
| „              | Život člověka, řekněme 100 let, může být ve srovnání s věčností považován jen za jediný den. Proto nejsme my smrtelníci více než jen pouzí cestující, kteří minou nekonečné roky věků v jednom dni. Je zřejmé, že nikdo nemůže žít déle než jen po omezenou dobu. Nicméně většina lidí se bláznivě zotročuje materialismem, jako kdyby mohli žít tisíce let. Někteří lidé usilují o předání dobrého duševního odkazu dalším generacím, a tím získávají nesmrtelnost. Duše je samozřejmě věčná, zatímco hmota není. Takže co můžeme udělat, abychom zanechali něco pro dobro lidstva, je asi ta nejdůležitější věc v našich životech. Já zde pro lidstvo zanechávám taekwondo, jako stopu člověka pozdního 20. století. 24 vzorů reprezentuje 24 hodin, jeden den nebo celý můj život. | “ |
| — Čchö Honghŭi | |   |

## Technické sestavy
| Kup   | Vzor     | Dan | Vzor        |
| ----- | -------- | --- | ----------- |
| 9.    | Čchondži | 1.  | Kwangge     |
| 8.    | Tangun   | 1.  | Pchoun      |
| 7.    | Tosan    | 1.  | Kjebek      |
| 6.    | Wonhjo   | 2.  | Uiam        |
| 5.    | Julgok   | 2.  | Čchungdžang |
| 4.    | Čunggun  | 2.  | Čučche      |
| 3.    | Tchoegje | 3.  | Samil       |
| 2.    | Hwarang  | 3.  | Jusin       |
| 1.    | Čchungmu | 3.  | Čchoejong   |
|       |          | 4.  | Jonge       |
| Uldži |          | 4.  |             |
| Mummu |          | 4.  |             |
| 5.    | Sosan    |     |             |
| 5.    | Sedžong  |     |             |
| 6.    | Tchongil |     |             |

## Základní pohyby
Mezi vzorová cvičení se v některých zdrojích řadí také cvičení základních pohybů. Tato cvičení jsou však v encyklopedii taekwonda zařezena mezi základní pohyby, nikoliv mezi tuly:
- sadžu čirugi
- sadžu makki
- sadžu tulkchi

## Zastaralé vzory
- Kodang
- Unam